# (6913) Yukawa
(6913) Yukawa ist ein Asteroid des inneren Hauptgürtels, der am 31. Oktober 1991 von den japanischen Amateurastronomen Kin Endate und Kazurō Watanabe am Kitami-Observatorium (IAU-Code 400) auf Hokkaidō entdeckt wurde.
Der mittlere Durchmesser des Asteroiden wurde grob mit 3,320 (±0,472) Kilometer berechnet, die Albedo ebenfalls grob mit 0,343 (±0,120).
(6913) Yukawa wurde am 8. August 1998 nach dem japanischen Physiker Hideki Yukawa (1907–1981) benannt, der 1949 „für seine auf der Theorie der Kernkräfte beruhende Vorhersage der Existenz der Mesonen“ den Nobelpreis für Physik erhielt.